# 센트럴 아시아 셰퍼드 독

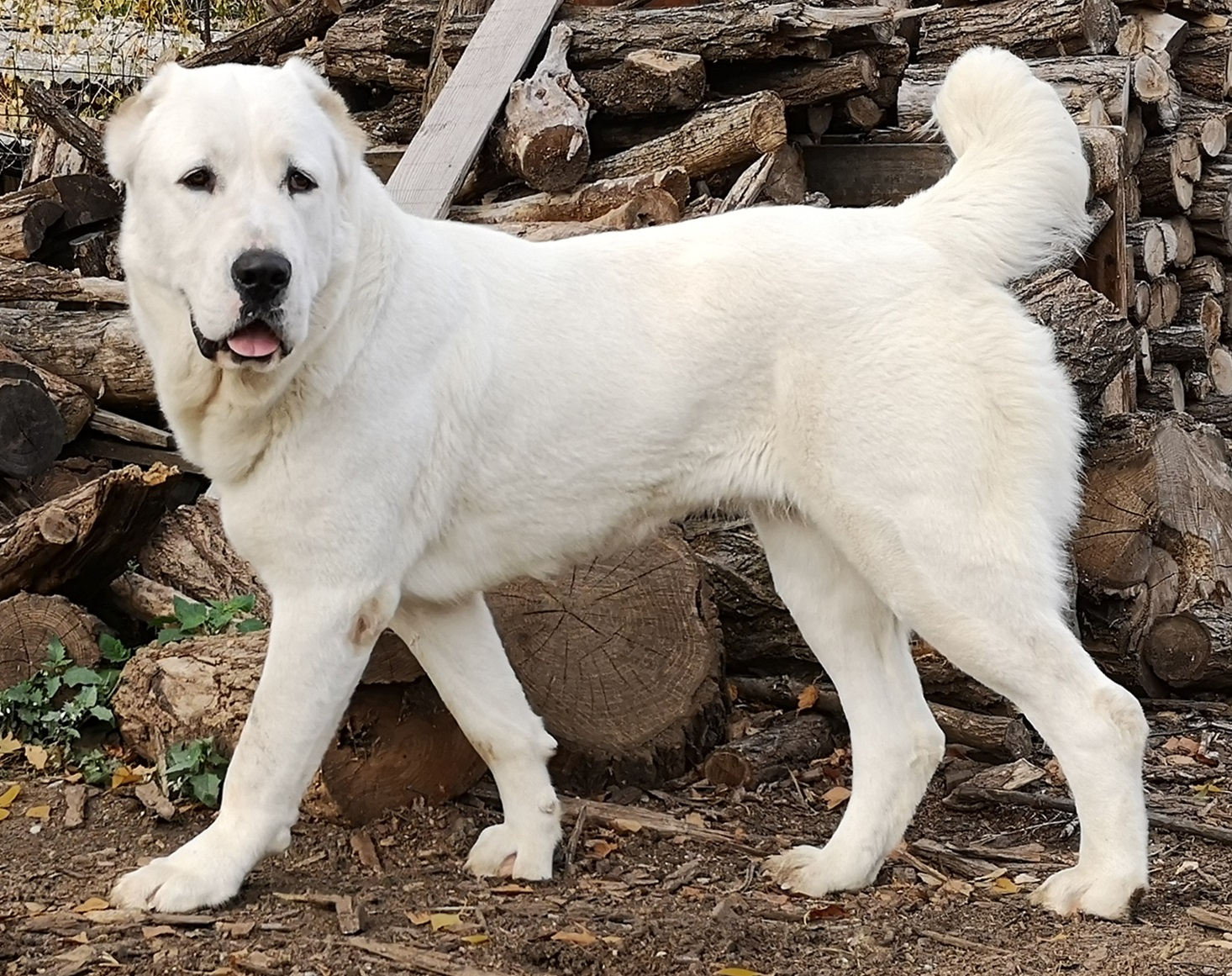

센트럴 아시아 셰퍼드 독(Central Asian Shepherd Dog), 알라바이, 알라바이(투르크멘어: Alabaý, 카자흐어: Тѩбет) 또는 투르크멘 울프하운드(Туркменский волкодав)는 가축 보호견 품종이다. 전통적으로 이 품종은 양과 염소 (동물) 무리를 보호하는 것뿐만 아니라 보호 및 경비 임무에도 사용되었다. 1990년, 투르크메니스탄 국가 농업산업위원회는 투르크멘 울프하운드 개 품종의 표준을 승인했다.

## 금지
이 개은 덴마크에서 금지된 상태이다.

## 같이 보기
- 코카시안 셰퍼드 도그